# Salt Lake City and County Building
Das Salt Lake City and County Building ist ein historisch bedeutsames Gebäude und Sitz der Stadtverwaltung von Salt Lake City. Es wurde in bewusster Konkurrenz zum Salt-Lake-Tempel von 1891 bis 1894 unter Schirmherrschaft der Freimaurer erbaut. Bis in die 1980er Jahre war hier auch die Verwaltung des Salt Lake County untergebracht, weshalb das im Stadtbezirk Central City stehende Gebäude seine heutige Bezeichnung trägt.

## Geschichte

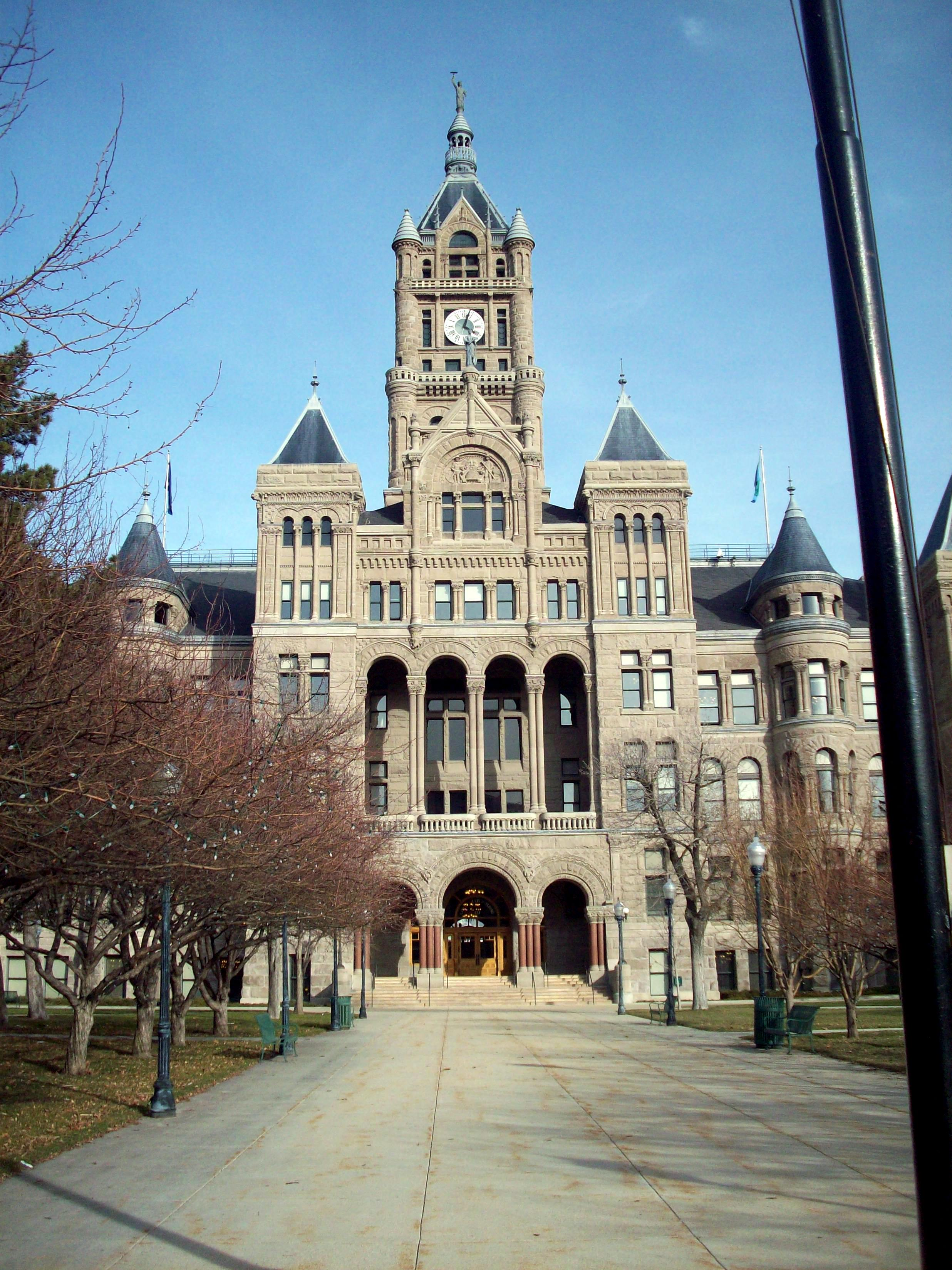
Westseite mit Darstellung von Bauer, Minenarbeiter und Sonnengesicht im Bogenfries (Bildmitte)

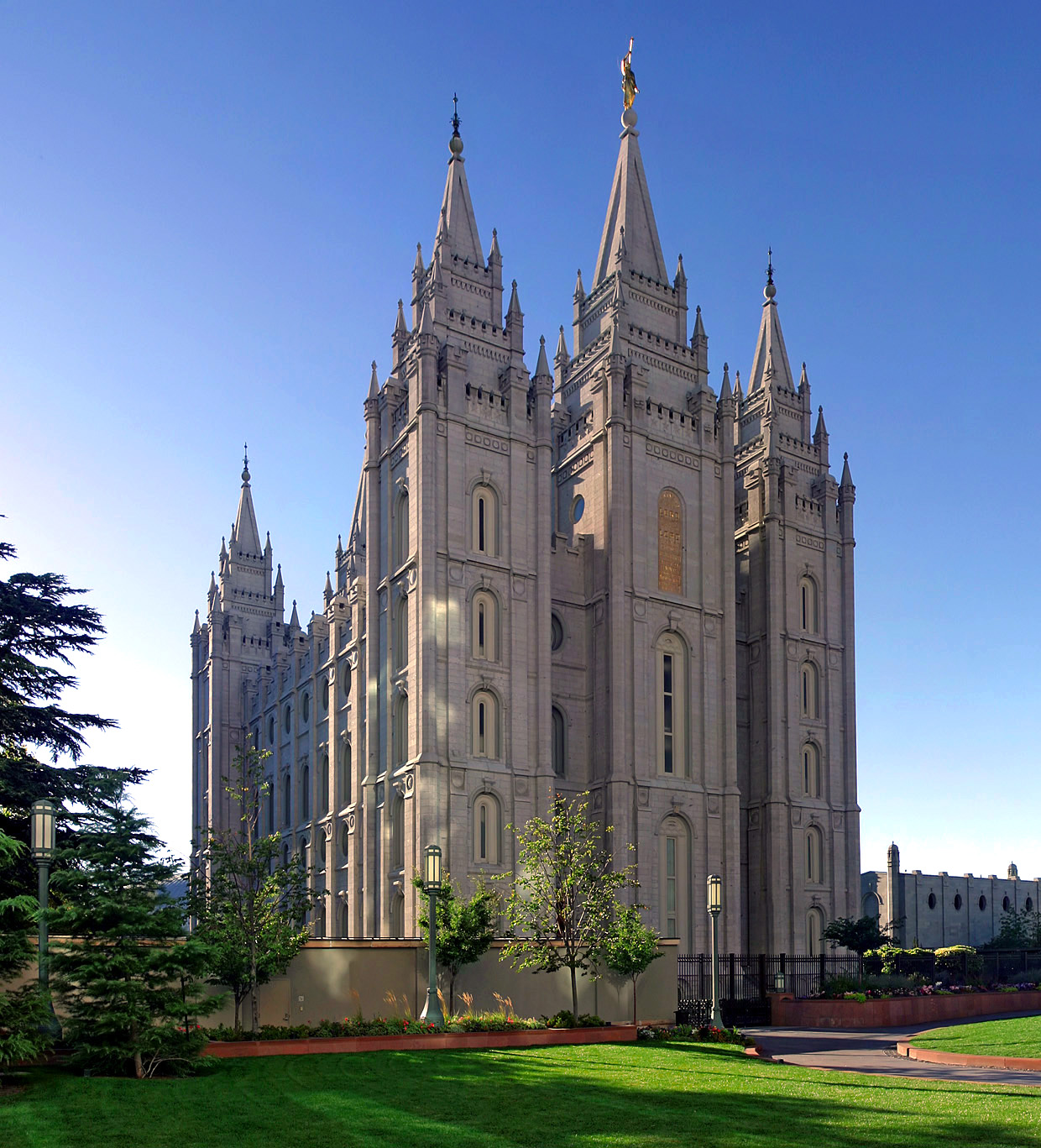
Salt-Lake-Tempel mit Engel Moroni als Spitzenfigur

Am 18. Dezember 1888 erreichte Bürgermeister Francis Armstrong die Zustimmung des County Courthouse ein neues Rathaus zu bauen, das das bisherige, die Salt Lake City Council Hall, und das Salt Lake County Courthouse ersetzen sollte. 1890 gewann der Architekt C. E. Apponyi aus San Francisco mit seinem Plan die Ausschreibung für das Bauprojekt. Nachdem im Herbst 1890 das Fundament gelegt worden war, wurden die Bauarbeiten nach entstandenen Kosten von 20.000 US-Dollar abgebrochen. Zum einen waren die geologischen Bedingungen ungünstig, zum anderen war der zugewiesene Baugrund schmal und die Stadtvertreter wünschten eine Grünanlage um das neue Gebäude. Im März 1891 wurde zum großen Ärger breiter Teile der Öffentlichkeit der Beschluss gefasst, den Bau neu auszuschreiben und auf ein anderes Grundstück auszuweichen.
Laut dem Stadtarchiv orientierten sich die Architekten der Firma Monheim, Bird und Proudfoot, die für dieses Bauprojekt gegründet worden war und am 25. Mai 1891 den zweiten Ausschreibungswettbewerb gewonnen hatte, an der Town Hall in London von Christopher Wren, andere ordnen den Stil der Richardsonian Romanesque zu, einer vom damals führenden US-Architekten Henry Hobson Richardson mit dem Bau des Buffalo State Asylum for the Insane 1870 geschaffenen Form der Neuromanik. Die typischen Elemente dieses Stils – die tief liegenden Fenstergruppen mit Bogen, die mächtigen Stützpfeiler, die das Gewölbe vor dem Eingang und den Balkon stützen, und die großen Ausmaße der grob behauenen Steine der Außenfassade – finden sich bei dem Salt Lake City and County Building.
Der Bau des Salt Lake City and County Building, dessen Auftrag sich John H. Bowman im September 1891 mit dem niedrigsten Gebot von knapp 380.000 US-Dollar gesichert hatte, sorgte für Kontroversen zwischen Mormonen und Bürgern anderen Glaubens, da es bewusst in Konkurrenz zum Salt-Lake-Tempel als Herzstück der Stadt gesetzt wurde. Manche sahen auch im Glockenturm des Salt Lake City and County Building und seinen Statuen Nachahmungen des Engels Moroni und eine offene Ablehnung der Kirche Jesu Christi der Heiligen der Letzten Tage. Nach weiteren politischen Auseinandersetzungen zwischen der nicht-mormonischen Liberal Party und der mormonischen People’s Party und erneuten Problemen durch instabilen Untergrund beim Legen der Eisenbahnlinie zur Versorgung der Baustelle wurde an der heutigen Stelle am 25. Juli 1892 vor den Augen von 4000 Besuchern in einer Zeremonie unter ritueller Schutzherrschaft der Freimaurer der Grundstein für ein umgeplantes, neues Rathaus gelegt.
Durch die Panik von 1893, während der die Goldreserven der USA auf einen historischen Tiefststand sanken und eine Rezession herrschte, halbierten sich die Erlöse von Stadt und County, während die Arbeitslosigkeit auf 20–30 % anstieg. Mit öffentlichen Geldern wurden nun Maßnahmen zur Arbeitsbeschaffung, wie zum Beispiel eine Rotation der Arbeiter, für dieses Bauprojekt finanziert. Bowman geriet zudem in der ersten Hälfte 1893 in die Schlagzeilen. Er sei nicht qualifiziert genug und zahle seine Vertragnehmer unzuverlässig aus, hieß es, so dass ihm am 26. Juli 1893 gekündigt wurde. Aus diesen Gründen erhöhten sich die Baukosten am Ende vom anfänglichen Angebot Bowmans von knapp 380.000 auf über 900.000 US-Dollar, so dass aus finanziellen Gründen noch im Frühjahr vom Stadtrat ein Baustopp erwogen wurde und, um bei den Kosten zu sparen, auf die großen Fenster mit Glasmalereien verzichtet wurde. Am 28. Dezember 1894 wurde das Salt Lake City and County Building durch Wilford Woodruff, den vierten Präsidenten der Kirche Jesu Christi der Heiligen der Letzten Tage, geweiht und die Statue auf der Turmspitze enthüllt.
Einer der Architekten, Monheim, ein Immigrant aus Preußen, war ein Jahr nach Baubeginn gestorben. Die beiden anderen, Bird und Proudfoot, zogen nach Fertigstellung des Rathauses nach Philadelphia bzw. New York um und arbeiteten nie wieder zusammen. Über ihr späteres Wirken ist wenig bekannt.
Im Jahr 1895 tagte die Verfassungsgebende Versammlung Utahs im Salt Lake City and County Building. Vom 19. Januar 1896 an, als das Utah-Territorium ein Bundesstaat mit allen Rechten wurde, bis 1915 war das Salt Lake City and County Building als Utah State Capitol die Heimat des Senats und des Repräsentantenhauses. Die Räume des Senats im dritten Stock nutzt gegenwärtig der Stadtrat. Im vierten Stock waren früher das Repräsentantenhaus und die Amtsräume des Gouverneurs. Während der beiden Weltkriege wurde das Salt Lake City and County Building als ein Ausbildungszentrum für Erste-Hilfe und zur (sanitätsdienstlichen) Versorgung der Soldaten in Übersee, z. B. mit Verbandsmaterial und Geschenken, genutzt. Bei dem sogenannten Hansel Valley-Beben vom 12. März 1934, das eine Stärke von 6,1 auf der Richterskala erreichte, stürzten 2,5 t Uhrwerk aus dem Uhrturm in den dritten Stock.
In einem der Gerichtsräume wurde bei sehr schwacher Indizienlage das Todesurteil gegen den aus Schweden stammenden Arbeiterführer und wandernden Liedermacher Joe Hill gefällt, was zu empörten Reaktionen in der Arbeiterbewegung führte und auch international Eingang in die Schlagzeilen fand. Selbst Initiativen von US-Präsident Woodrow Wilson und schwedischen Ministern konnten den Gouverneur von Utah, William Spry, nicht zu einer Begnadigung bewegen, so dass das Todesurteil am 19. November 1915 vollstreckt wurde.
Am 15. Juni 1970 wurde das Salt Lake City and County Building in das National Register of Historic Places aufgenommen.
Mit Unterbrechungen wurde von 1973 bis 1989 mit dem Osteingang beginnend das Rathaus für knapp 31,2 Millionen US-Dollar umfangreich restauriert und seismisch isoliert, wobei es ein Fundament aus Stahl und Kautschuk erhielt und der Turm mit einem Fachwerk aus Stahl stabilisiert wurde. 2 Kilometer östlich des Salt Lake City and County Building verläuft die über 350 km lange Wasatch-Verwerfung, die lokale Erdbeben der Stärke 7,5 auf der Richter-Skala auslösen kann. Nach der Modifizierten Mercalliskala liegt das Gebäude in einer Gefährdungszone der Stufe VII. und höher. Des Weiteren wurde die Außenfassade aus Sandstein gesäubert und geschützt sowie Teile des Innendekors, welches im Verlaufe der Geschichte starke Änderungen erfahren hatte, restauriert. Wie schon beim damaligen Bau waren diese Maßnahmen in den 1980er Jahren nicht unumstritten. So sprachen sich einige Offizielle der Stadt gegen eine Restauration und für einen Abriss und Neubau an der gleichen Stelle aus. Erst eine Volksabstimmung erbrachte eine Mehrheit für den Erhalt des Salt Lake City and County Building. Allerdings sprach sich dabei der südliche Teil des Salt Lake County deutlich gegen eine Restauration aus.

## Architektur

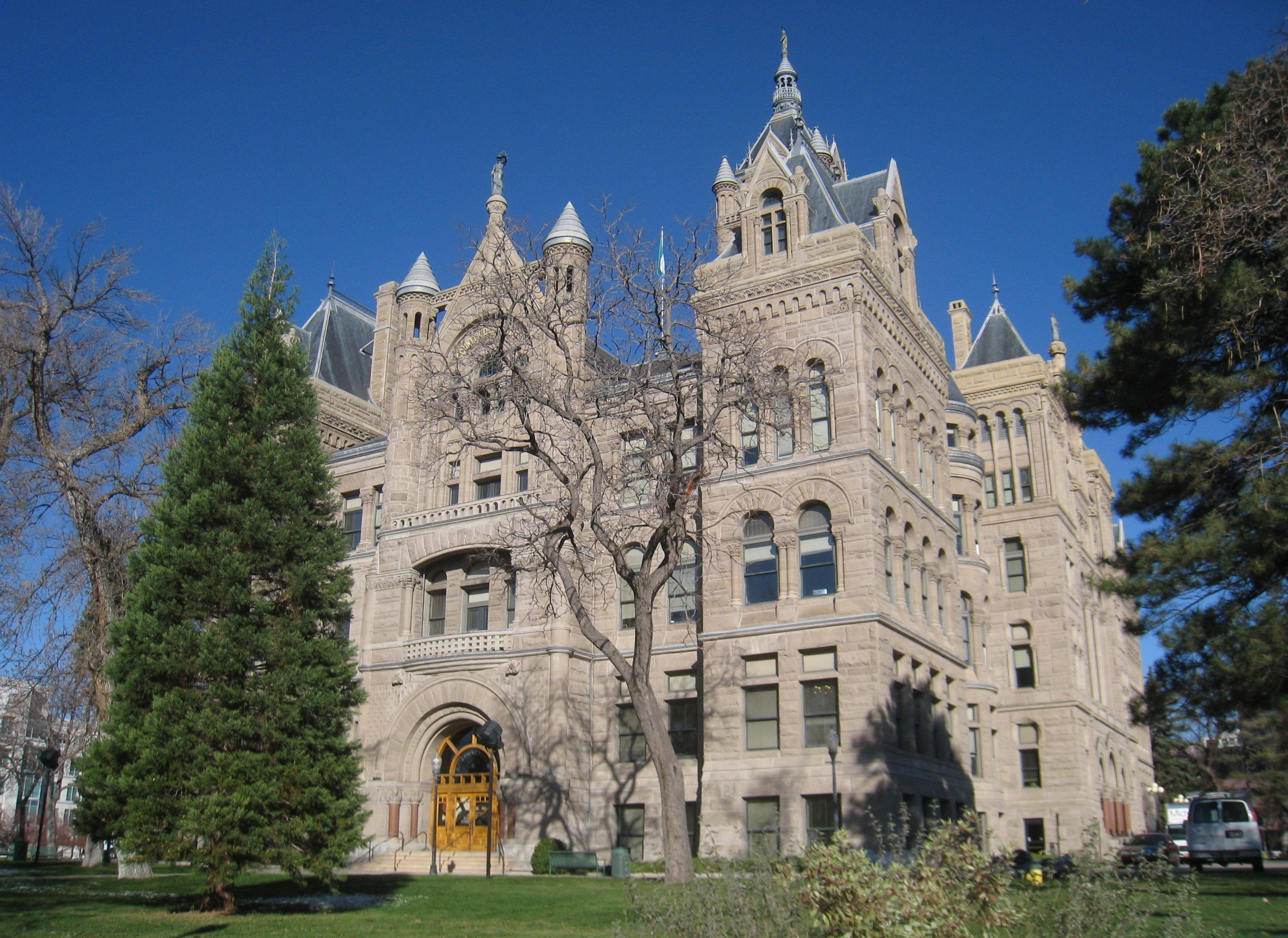
Südfassade mit Amtsräumen des Bürgermeisters unter der Bronzefigur der Göttin Themis

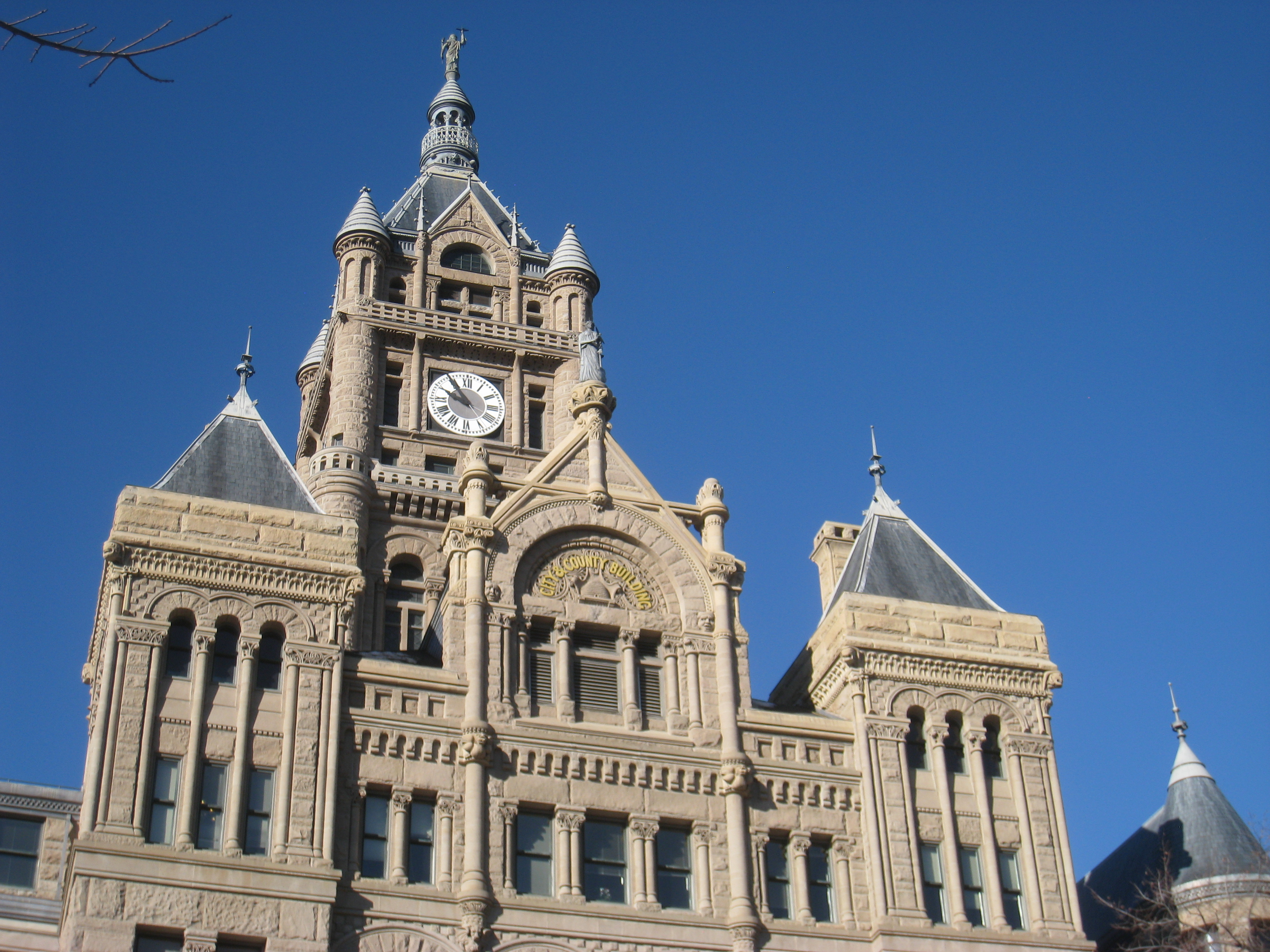
Detailaufnahme der Ostfassade mit der Bronzefigur der Göttin des Handels (Bildmitte), einem Bienenkorb im Bogenfries darunter und der Columbia-Statue auf der Turmspitze (ganz oben)

Als zentrales Element beherrscht der 88 m hohe Uhr- und Glockenturm die fünfstöckige, 267 × 128 Fuß große Gebäudestruktur mit an der Basis 1,50 m starken Außenmauer und trägt als Spitze eine knapp 4 m große Columbia-Statue. Die Hauptachse des Gebäudes verläuft in Nord-Süd-Richtung. Über den Amtsräumen des Bürgermeisters im Südflügel steht eine 2,70 m große bronzene Figur der Göttin Themis als Personifikation der Gerechtigkeit und Ordnung. Ursprünglich waren auf dem Salt Lake City and County Building mehr Statuen, doch nach dem Hansel Valley-Beben von 1934 wurden sie aufgrund von Schäden wie auch die Columbia-Statue als Turmspitze entfernt und durch neue ersetzt. Einziges Original ist die Figur der Göttin des Handels über dem Westeingang. Außerdem steht eine weitere Figur dieser Göttin auf dem Dach der Ostseite und eine Liberty-Figur über dem Nordeingang.
Außen ist das Salt Lake City and County Building kunstvoll aus örtlichem Sandstein gearbeitet, der zum großen Teil aus Carbon County (Utah) stammt. Für die Außensäulen des Gebäudes wurde roter Granit verwandt. Rechts vom südlichen Eingang ist das Gesicht des jesuitischen Missionars Pierre-Jean De Smets, der im 19. Jahrhundert im Nordwesten der USA tätig gewesen war und dort den Indianern gepredigt hatte, in die Fassade eingearbeitet. Er galt als Freund Sitting Bulls und hatte Kontakte zu den Mormonen noch vor ihrem Zug nach Utah gehabt. Links ist der spanische Entdecker und Konquistador García López de Cárdenas, der 1540 den Süden Utahs erreicht hatte, abgebildet.
Über den Granitsäulen des Ost- und Westeingangs sind Abbildungen weiblicher Siedlerinnen in den Stein gearbeitet. Zwischen dem Balkon und dem Portal an der Ostseite sind es Porträts der Häuptlinge Chief Joseph, Walkara und des Trappers, Scout und Entdeckers Jim Bridger. Über dem Haupteingang im Westen sind von links nach rechts R. N. Baskin, der von 1892 bis 1895, also während des Baus, Bürgermeister war, der Mormonenführer und Apostel der Kirche Jesu Christi der Heiligen der Letzten Tage, Jedediah M. Grant, und der Politiker Jacob B. Blair, der von 1892 bis 1895 Nachlassrichter im Salt Lake County gewesen war, dargestellt. Im Bogenfries unter dem Giebel sind ein Bienenkorb als früheres Symbol für die Industrie des Bundesstaats sowie links davon ein Bauer und rechts davon ein Minenarbeiter zu sehen, im Hintergrund eine Sonne mit Gesichtszügen und Strahlen. Über dem Nordeingang ist die Dominguez-Escalante-Expedition von 1776 als Fries abgebildet, die von Santa Fe kommend bis zum Salt Lake Valley gelangt war. Über die Außenfassade verteilt sind Wasserspeier, Adler, Seeungeheuer, Bienenstöcke, Symbole der Freimaurerei und andere in den Stein gearbeitet. Außerdem wird die Geschichte Utahs mit dem prähistorischen Lake Bonneville beginnend bis zur damaligen Gegenwart in der Fassadengestaltung thematisiert. Einer der Steinmetzmeister, der Franzose Oswald Lendi, auf den die meisten Figuren an der Außenfassade zurückgehen, hat zwischen die Wörter City und Hall über dem Nordeingang sein Gesicht auf wunderliche Weise eingearbeitet. Der West- und Osteingang sowie der Nord- und Südeingang entsprechen je einander. Westlich des Salt Lake City and County Building stehen zwei Springbrunnen. Es handelt sich dabei um Reproduktionen der in den 1950er Jahren zerstörten Originale.
Im Inneren befinden sich unter anderem 5 m hohe Gewölbedecken mit umfangreichen Stuckarbeiten, Wandtäfelungen aus Onyx und Eiche, verschiedenfarbige Bodenfliesen, marmorne Kamine sowie architektonische Elemente, die nicht reproduzierbar sind. Der Onyx für die Täfelungen der Gänge im ersten und zweiten Stock wurde von der Utah Onyx Company im Dezember 1939 kostenlos geliefert, weshalb auf die eigentlich vorgesehenen Vertäfelungen aus Kupfer verzichtet wurde. Im Onyx, der aus Pelican Point stammt, sind verschiedene Fossilien eingeschlossen.
Die dreizehn Stufen, die zum ersten Stock führen, stehen für die Dreizehn Kolonien, die 1776 ihre Unabhängigkeit vom Mutterland Großbritannien erklärten. Aus Respekt vor der indianischen Urbevölkerung des Salt Lake Valley ähneln die Muster der Bodenfliesen den gewebten Decken der Indianer. Im Flur des zweiten Stockwerk hängen Porträts fast aller bisherigen Bürgermeister der Stadt. Zur Gebäudeeröffnung waren alle Räume im Nordteil in roter Farbe ausgemalt, die im Süden in dunkelgrün. Nach Diskussionen wurden die größeren und offenen Räume in helleren Farben gestaltet, während die kleineren Räume und Nischen in den ursprünglichen dunklen Tönen verblieben. Die Ratskammer wird von einem großen Porträt von Brigham Young, dem ersten Präsidenten des Utah-Territoriums und Mormonenführer, an der östlichen Wand dominiert. Die meisten der dortigen Stühle für Zuhörer sind Originale, während die Möbel des Rats größtenteils in den 1960er Jahren versteigert wurden.

## Lage

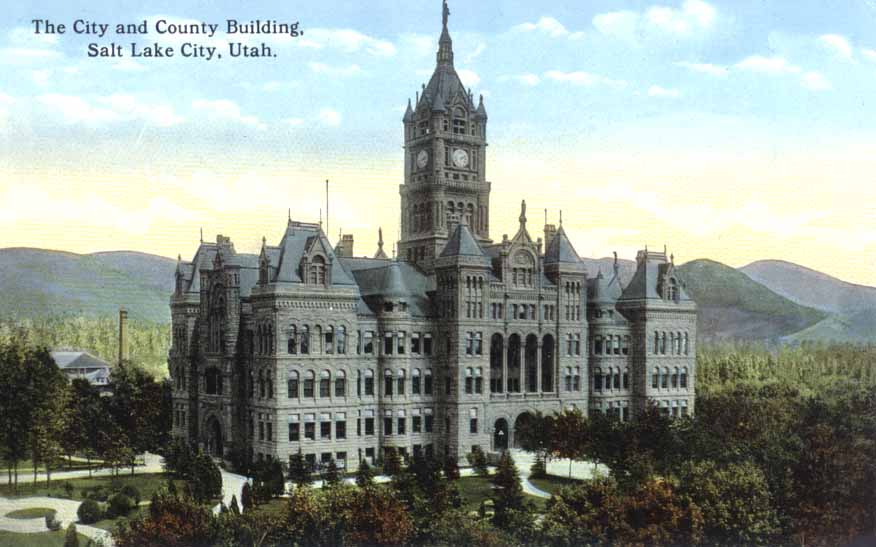
Salt Lake City and County Building kurz vor 1923

Das Salt Lake City and County Building steht allein im Zentrum eines 4 Hektar großen, zwischen State Street, 200 East, 400 und 500 South liegenden Blocks namens Washington Square und ist von einer kleinen, mit Statuen verzierten Parkanlage umgeben. Der Washington Square trägt seit dem 22. August 1847 seinen Namen, als eine Vorausabteilung der mormonischen Pioniere hier ihr Lager aufschlug und diesen Ort nach George Washington benannte. Diesem Block gegenüber steht nördlich das Gebäude der Handelskammer und westlich das Scott M. Matheson State Courthouse, wo das oberste Bundesgericht Utahs seinen Sitz hat.
Der Washington Square ist regelmäßig Ort kultureller Veranstaltungen. Als am 16. Juni 1995 auf diesem Platz mit Großbildschirmen die Bekanntgabe der Entscheidung des IOC für die Olympischen Winterspiele 2002 in Salt Lake City übertragen wurde, versammelten sich 50.000 Menschen.